# Provincia de O'Connor
La provincia de O'Connor es una provincia boliviana, ubicada dentro en el centro-este del departamento de Tarija al sureste del país. Se encuentra al centro boreal del departamento, con la provincia del Gran Chaco al este, y las de Méndez y Cercado al oeste, y colindante al departamento de Chuquisaca al norte.
Su capital es San Luis de Entre Ríos o simplemente Entre Ríos. En la provincia predominan las serranías chaqueñas y las llanuras del Chaco Boreal, siendo atravesante por el norte de la provincia el río Pilcomayo.

## Historia
Los indígenas chiriguanos le llamaban "Yuqui" a gran parte de la actual provincia, y luego los colonizadores españoles la bautizaron como "Valle de Salinas". Fue creada como provincia por ley de 10 de noviembre de 1832 en el gobierno del mariscal Andrés de Santa Cruz, con el nombre de Provincia Salinas.
El 3 de diciembre de 1906, durante el gobierno de Ismael Montes, se cambió mediante ley la denominación de la provincia por el de provincia O'Connor, en honor al general boliviano Francisco Burdett O'Connor, que luchó en la Guerra de la Independencia de Bolivia. En la misma ley se cambió también el nombre del pueblo de San Luis, la capital provincial, por el de Entre Ríos.

## Demografía
De acuerdo con el censo boliviano de 2024, la población de la provincia de O'Connor es de 20 846 habitantes.
La población de la provincia ha aumentado casi una quinta parte en las últimas tres décadas:
| Año  | Habitantes | Fuente |
| ---- | ---------- | ------ |
| 1992 | 17 763     | Censo  |
| 2001 | 19 339     | Censo  |
| 2012 | 21 378     | Censo  |
| 2024 | 20 846     | Censo  |

## Lugares turísticos
Algunos lugares turísticos en la provincia incluyen:
- Cascada Narváez
- Iglesia de San Luis
- Plaza principal de Entre Ríos
- Mirador del Cristo Rey
- La Santa Cueva
- Iglesia Misión de las Salinas

## División administrativa
La provincia Burdett O'Connor está compuesta por un solo municipio, que es el municipio de San Luis de Entre Ríos.
Este municipio a su vez contiene 11 distritos municipales.
- La Moreta o Entre Ríos (capital San Luis de Entre Ríos)
- Chimeo (capital Palos Blancos)
- Narvaez (capital Narvaez Centro)
- Ipaguazu
- Tapurayo
- San Diego (capital San Diego Centro)
- Guaico (capital Guaico Centro)
- Salinas
- Chuiquiaca
- La Cueva
- Suaruro